# 弗兰克·费希尔
弗兰克·费希尔（英語：Frank Fisher，1901年1月1日—1983年4月23日），加拿大男子冰球运动员，场上位置是后卫。他曾代表加拿大参加1928年冬季奥林匹克运动会冰球比赛，获得一枚金牌。